# Albtalbahn 5v und 6v
Die Dampflokomotiven 5v bis 6v der meterspurigen Albtalbahn waren Kastenlokomotiven für den Nebenbahnbetrieb. Die beiden Lokomotiven wurden von der Aktiengesellschaft für Lokomotivbau Hohenzollern 1898 mit den Fabriknummern 1108 und 1109 ausgeliefert. Sie waren als Ergänzung für die Albtalbahn 1v bis 4v beschafft worden und versahen bis zur Elektrifizierung den gesamten Betrieb im Stadtbereich von Karlsruhe.
Nach der Elektrifizierung der Stammstrecke mit Wechselspannung wurden beide Lokomotiven 1924 und 1937 ausgemustert und verschrottet.

## Geschichte
Nach der Lieferung der vier Lokomotiven 1v bis 4v von der Maschinenbau-Gesellschaft Karlsruhe beschaffte die Gesellschaft 1898 noch zwei Lokomotiven ähnlicher Bauart von der Aktiengesellschaft für Lokomotivbau Hohenzollern, die einen höheren Kesseldruck hatten, von den Abmessungen der Dampfmaschine aber geringfügig kleiner  waren.
Mit diesen Lokomotiven wurde bis zu der Elektrifizierung der Gesamtverkehr von Karlsruhe bis Ettlingen durchgeführt. Nach der ersten Elektrifizierung mit Gleichspannung im gleichen Jahr verblieben den beiden Lokomotiven noch die Beförderung der schweren Personenzüge im Berufsverkehr, die aus bis zu 5 Wagen und am Ende einem Elektrotriebwagengespann bestanden.
Ab 1901 wurden für diese Dienste teilweise die beiden Elektrolokomotiven 15 und 16 verwendet. Die Kastenlokomotiven 5v bis 6v wurden zu B.L.E.A.G. – Zeiten zuerst in 13 und 14 umgezeichnet und 1910, nach dem Ausscheiden der beiden Gleichstrom-E-Loks aus den Beständen der Albtalbahn, erhielten sie die Bezeichnung 15I und 16I.
Die Gesellschaft hielt die Dampflokomotiven daraufhin in Reserve und verwendete sie bei Ausfall von einer Elektrolokomotive. Es wurde eingeschätzt, dass die Kastenlokomotiven aus Karlsruhe robuster waren als die beiden Lokomotiven von Hohenzollern.
Mit der Umstellung des elektrischen Betriebes auf Wechselspannung blieben den Kastenloks nur noch gelegentliche Aufgaben wie Reserve bei Stromausfall. Trotzdem wurden sie lange verwendet. Die ehemalige Lokomotive 5v wurde 1924 ausgemustert und 1931 verschrottet. Die ehemalige Lokomotive 6v wurde sogar noch von der DEBG übernommen und als 16s bezeichnet. 1937 wurde auch sie ausgemustert und als Schrott auf den Rheinhäfen Karlsruhe verladen.

## Technik
Die vollverkleideten Lokomotiven besaßen einen liegenden Kessel. Die Steuerung Bauart Joy lag oberhalb des Fahrwerkes und war damit vor unbeabsichtigten Berühren gesichert. Im unteren Bereich lagen die Kuppelstangen hinter einer gut zugänglichen Teilverkleidung, die zur Wartung verschließbare Klappen hatte.
Sie waren halb verkleidet ausgeführt und mit einem Wetterschutzdach versehen, welches Öffnungen für den Schornstein und den Dampfdom besaß. Auf dem Fahrzeugdach war eine Dampfläutewerk angeordnet. Die Einstiege waren verkleidet.
Sie besaßen eine Hardy-Bremse und eine Handbremse.